# (9644) 1994 WQ3
1994 دابليو كيو 3 (ويعرف أيضًا باسم (9644) 1994 دابليو كيو 3 وفق تسمية الكوكب الصغير) (بالإنجليزية: 1994 WQ3)‏ هو كويكب ضمن حزام الكويكبات؛ وترتيبه 9644 من حيث الاكتشاف.
اكتُشف هذا الجُرم الفلكي بواسطة Yoshisada Shimizu ‏ في 26 نوفمبر 1994.

## وصلات خارجية
- (9644) 1994 WQ3 في قاعدة بيانات مختبر الدفع النفاث لأجرام النظام الشمسي الصغيرة

- الاكتشاف · مخطط المدار ·  العناصر المدارية · المعلمات المادية

- (9644) 1994 WQ3 على موقع ويكي سكاي: DSS2, SDSS, GALEX, IRAS, Hydrogen α, X-Ray, Astrophoto, Sky Map, Articles and images